# 9 v. Chr.

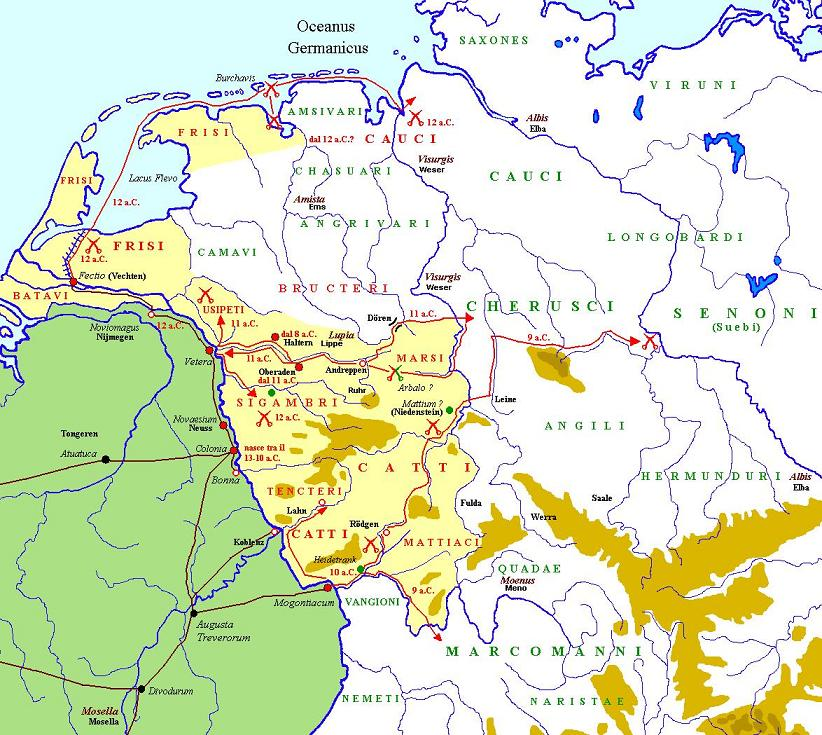
Feldzüge des Drusus in Germanien

Portal Geschichte | Portal Biografien | Aktuelle Ereignisse | Jahreskalender | Tagesartikel

◄ |
2. Jahrhundert v. Chr. |
1. Jahrhundert v. Chr. |
1. Jahrhundert |
►

◄ | 20er v. Chr. | 10er v. Chr. | 0er v. Chr. | 0er |
10er |
►

◄◄ | ◄ | 12 v. Chr. | 11 v. Chr. | 10 v. Chr. | 9 v. Chr. |
8 v. Chr. |
7 v. Chr. |
6 v. Chr. |
► |
►►
Staatsoberhäupter

## Ereignisse

### Politik und Weltgeschehen
- Marbod wird König der Markomannen, eines suebischen Volksstammes der Germanen, der im Maingebiet siedelt.
- Drusus-Feldzüge: Die Markomannen unter König Marbod werden im Maingebiet von römischen Truppen unter Drusus besiegt.

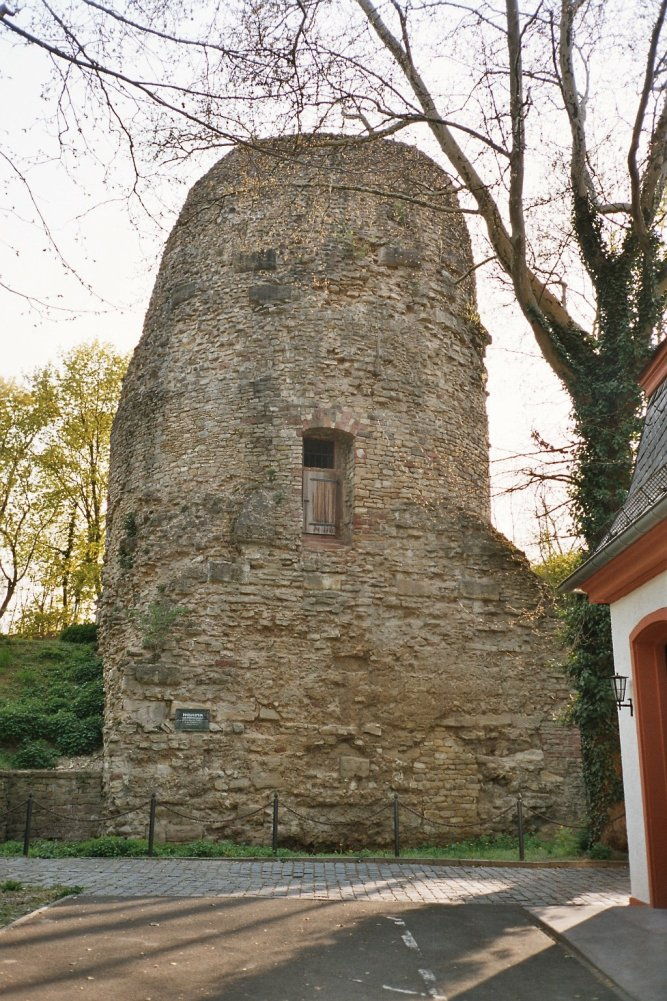
Der Drususstein in der Mainzer Zitadelle

- Sagenhafte Gründung Magdeburgs durch Drusus. Auf dem Rückmarsch ins Reich kommt Drusus ums Leben. Der Drususstein bei Mainz ist möglicherweise ein Kenotaph für ihn.
- Die Römer errichten ein Erdkastell in Koblenz.

### Wissenschaft, Kultur und Religion
- 30. Januar: Auf dem Campus Martius in Rom werden das Solarium Augusti und der Friedensaltar Ara Pacis Augustae (Altar des Friedens des Augustus) eingeweiht.

## Geboren
- um 9 v. Chr.: Asconius Pedianus, römischer Grammatiker († um 76 n. Chr.)

## Gestorben
- September: Nero Claudius Drusus, römischer Feldherr (* 38 v. Chr.)

- Obodas III., König der Nabatäer

- nach 9 v. Chr.: Areios, ägyptischer Philosoph (* um 83 v. Chr.)